# Kościół Zwiastowania Najświętszej Maryi Pannie w Mirsku
Kościół Zwiastowania Najświętszej Maryi Pannie – rzymskokatolicki kościół parafialny należący do dekanatu Gryfów Śląski diecezji legnickiej.

## Historia

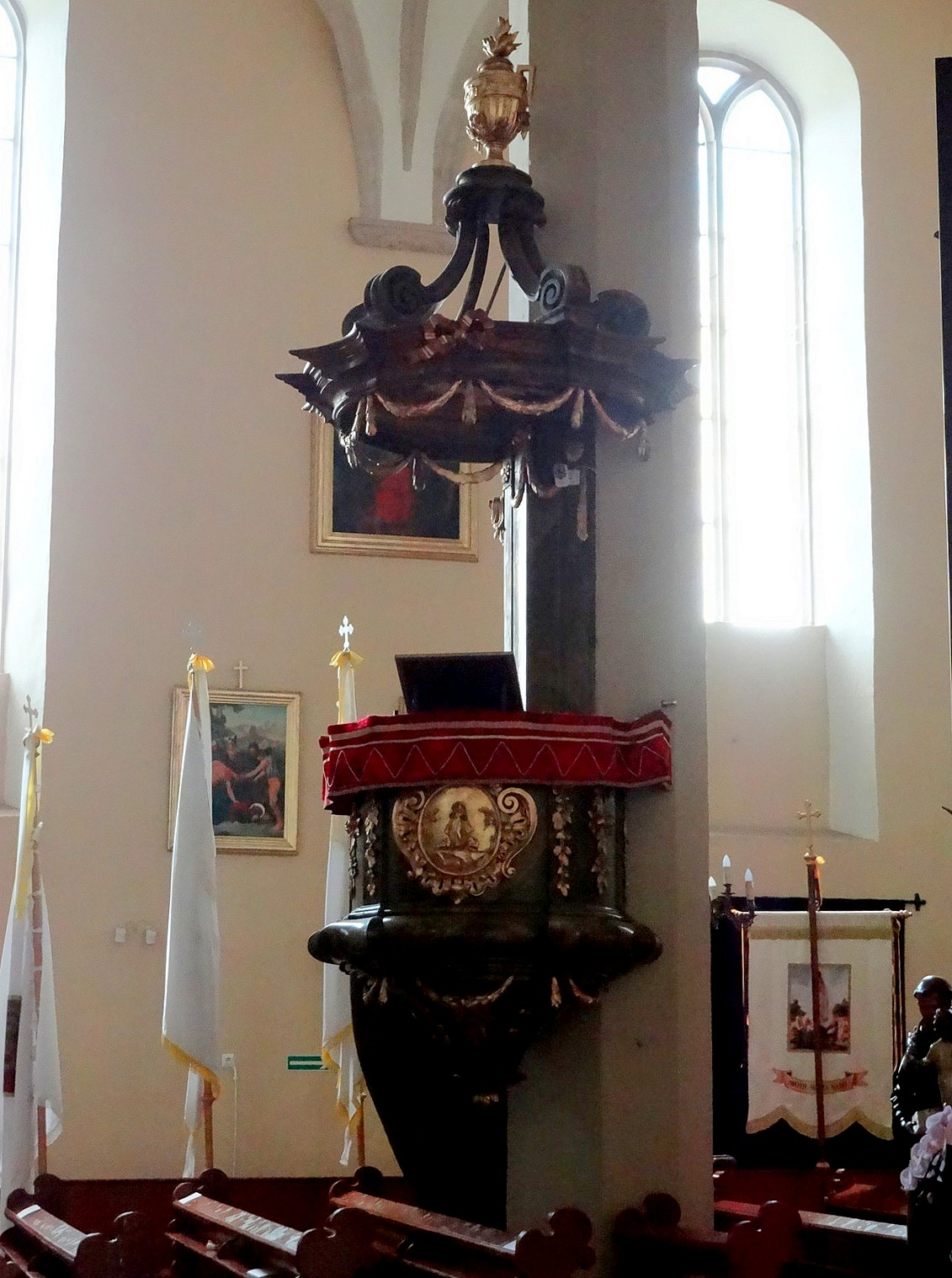
Wnętrze świątyni, ambona

Świątynia była wzmiankowana w 1346 roku, w obecnym kształcie została wybudowana w latach 1562–1567, rozbudowano ją o wieżę w 1769 roku, odrestaurowano w latach 1817 i 1927 i wyremontowano w 1958 roku. Kościół jest orientowany, murowany, wzniesiony z kamienia, trójnawowy. Posiada formę sześcioprzęsłowej hali z wielobocznie zakończoną częścią wschodnią i wieżą od strony południowej. Wnętrza są nakryte sklepieniami krzyżowo-żebrowymi podpartymi ośmiobocznymi filarami i przyściennymi konsolami. Zachowało się wyposażenie w stylu barokowym z XVIII wieku oprócz epitafiów pochodzących z XVI–XIX wieku.

## Organy
Organy wybudował Christoph Ferdinand Neumann w 1801 roku. Instrument był przebudowywany na początku XX wieku przez Maxa Eichlera. W roku 2007 został przeprowadzony generalny jego remont.
Dyspozycja instrumentu:
| Manuał I             | Manuał II              | Pedał           |
| -------------------- | ---------------------- | --------------- |
| 1. Bordun 16’        | 1. Geigen Principal 8’ | 1. Violon 16’   |
| 2. Principal 8’      | 2. Liebl. Gedackt 8’   | 2. Subbas 16’   |
| 3. Flaute 8’         | 3. Salicional 8’       | 3. Octavbass 8’ |
| 4. Gamba 8’          | 4. Aeoline 8’          | 4. Bassflöte 8’ |
| 5. Octave 4’         | 5. Principal 4’        | 5. Cello 8’     |
| 6. Portunal Flöte 4’ | 6. Flaute 4’           |                 |
| 7. Octave 2’         | 7. Portunal 4’         |                 |
| 8. Mixtur 4 fach     | 8. Quinte 2 2/3’ u. 2’ |                 |